# Rozliczenia międzyokresowe
Rozliczenia międzyokresowe – termin w rachunkowości określający koszty związane z zawarciem udokumentowanej transakcji w jednym okresie a dotyczące innego okresu lub wielu okresów.

## Rozliczenia międzyokresowe kosztów
Rozliczenia międzyokresowe kosztów dzieli się na:
- rozliczenia międzyokresowe czynne, prezentowane po stronie aktywów – występują w przypadku gdy transakcja została zawarta i udokumentowana (otrzymano fakturę) w jednym okresie (np. miesiącu), a dotyczy także przyszłych okresów. dotyczące przyszłych okresów (np. koszt ubezpieczenia, prenumeraty, abonamentu itp.);
- rozliczenia międzyokresowe bierne, prezentowane po stronie pasywów – występują w przypadku gdy jednostka gospodarcza poniosła koszt danego okresu, ale nie otrzymała jeszcze faktury na ten koszt. Przykładem może być np. zużycie wody, odczytywane na podstawie licznika, na które faktura przychodzi raz na kwartał na koniec okresu rozliczeniowego.

### Przykład rozliczeń międzyokresowych kosztów
Przedsiębiorstwo wykupuje prenumeratę czasopisma fachowego na okres od listopada jednego roku do października następnego roku. Faktura w wysokości 1200 zł otrzymana jest w momencie podpisania umowy prenumeraty. Faktura księgowana jest na rozliczenia międzyokresowe czynne i w każdym kolejnym miesiącu 1/12 otrzymanej faktury księgowana jest w koszty okresu.

## Rozliczenia międzyokresowe przychodów
Zgodnie z Ustawą o rachunkowości, rozliczenia międzyokresowe przychodów dokonywane są z zachowaniem zasady ostrożności, obejmują w szczególności:
- równowartość otrzymanych lub należnych od kontrahentów środków z tytułu świadczeń, których wykonanie nastąpi w następnych okresach sprawozdawczych;
- środki pieniężne otrzymane na sfinansowanie nabycia lub wytworzenia środków trwałych, w tym także środków trwałych w budowie oraz prac rozwojowych, jeżeli stosownie do innych ustaw nie zwiększają one kapitałów (funduszy) własnych (zaliczone do rozliczeń międzyokresowych przychodów kwoty zwiększają stopniowo pozostałe przychody operacyjne, równolegle do odpisów amortyzacyjnych lub umorzeniowych od środków trwałych lub kosztów prac rozwojowych sfinansowanych z tych źródeł);
- ujemną wartość firmy;
- przyjęte nieodpłatnie, w tym także w drodze darowizny, środki trwałe w budowie, środki trwałe oraz wartości niematerialnych i prawnych[2].